# Universidad Estatal de Agricultura de Moscú
Universidad Estatal Agraria de Rusia - Academia Agrícola K.A. Timiriázev de Moscú (en ruso: Российский государственный аграрный университет — МСХА им. К. А. Тимирязева) es una universidad agraria estatal en Rusia.
Nombre completo: institución educativa presupuestaria estatal de educación superior "Universidad Estatal Agraria de Rusia - Academia de Agricultura Timiriázev de Moscú" (abreviatura FSBEI HE RGAU - Academia de Agricultura Timiriázev de Moscú).
La Academia lleva el nombre del famoso científico - fisiólogo vegetal Kliment Timiriázev, por lo que en el discurso coloquial usan el nombre de "Academia Timiriázev".
Fundador de la organización educativa: Ministerio de Agricultura de la Federación de Rusia.
Actualmente, la Academia Agrícola Timiriázev RSAU-Moscú tiene el estatus de organización de base de los Estados miembros de la CEI para la capacitación, capacitación avanzada y reciclaje del personal en el campo de la educación agrícola.
La Academia Agrícola RSAU-Moscú lleva el nombre de K. A. Timiriázev es reconocida como la organización básica del Ministerio de Agricultura de la Federación de Rusia para la capacitación, capacitación avanzada y reciclaje del personal en el campo del complejo agroindustrial.
Por decreto del presidente de Rusia, la universidad está incluida en el Código estatal de objetos especialmente valiosos del patrimonio cultural de los pueblos de la Federación de Rusia.

## Historia

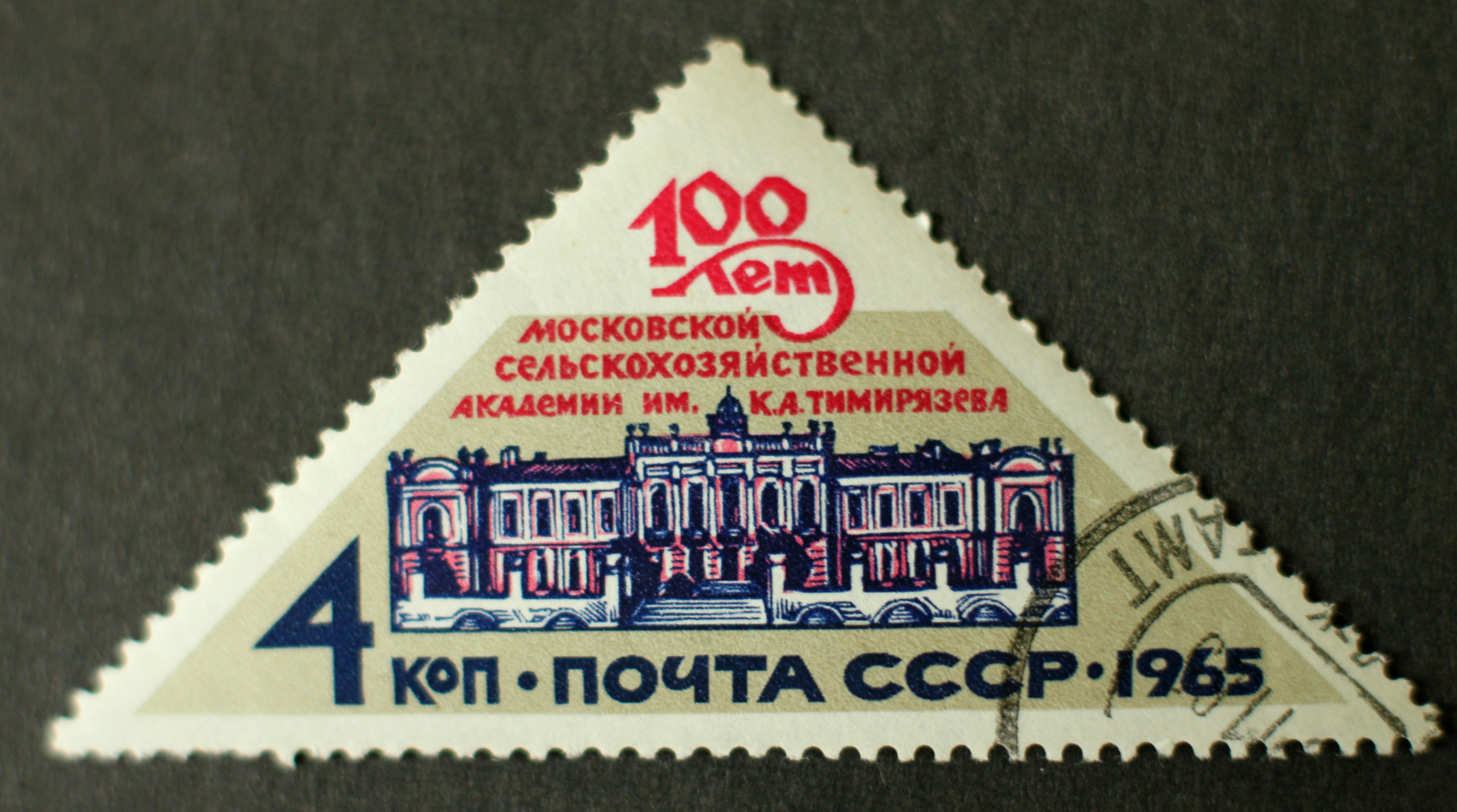
Sello de la URSS 1965.

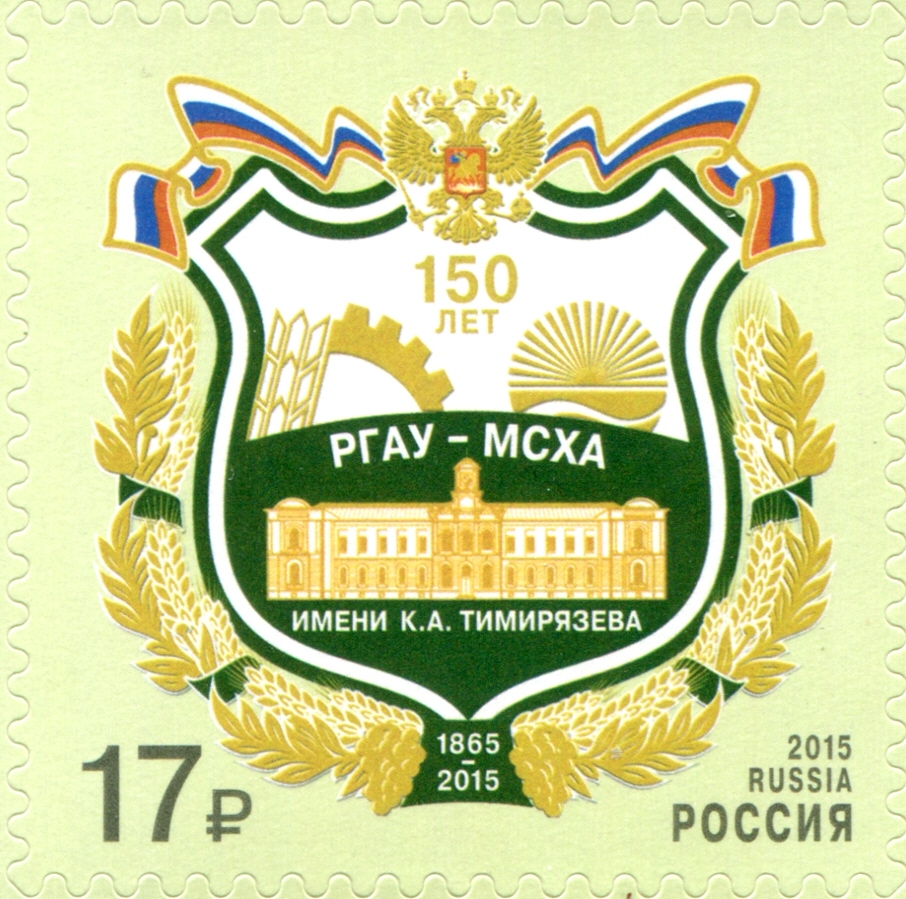
Sello de Rusia 2015.

Se considera que la fecha de fundación fue el 3 de diciembre de 1865, cuando se emitió una orden para abrir la Academia Agrícola y Forestal Petróvskaya. El 25 de enero de 1866 tuvo lugar la inauguración de las conferencias.

## Período imperial
El 27 de octubre de 1865, se aprobó la Carta de la Academia. El 3 de diciembre de 1865, se anunció un decreto gubernamental sobre su apertura; se abrieron dos ramas: agrícola y forestal.
Las primeras conferencias se pronunciaron el 25 de enero de 1866. A partir de 1871, se inició la enseñanza de la jardinería y la horticultura.
Según el nuevo Estatuto del 16 de junio de 1873, la Academia se convirtió en una universidad estatal. En 1878-1879, se organizó un museo forestal en la academia, se instaló un vivero forestal y se abrió una estación meteorológica en el campo experimental.
En 1889, se adoptó una nueva Carta; se liquida el departamento forestal; se cambia el nombre: hasta 1894 - Academia Agrícola Petróvskaya.
El 1 de febrero de 1894, se cerró la academia. En junio de 1894, se estableció el Instituto Agrícola de Moscú. Un jardín botánico fue fundado en 1895-1898.

## Período soviético
En 1917, se restauró el nombre: Academia Agrícola Petróvskaya, se cambiaron los estatutos y la estructura organizativa, se crearon nuevos planes de estudio y programas.
En diciembre de 1923, la universidad recibió un nuevo nombre: Academia Agrícola que lleva el nombre de K. A. Timiriázev ; la formación fue de tres años, había 3 facultades: agrícola, económica e ingeniería.
A principios de la década de 1930, sobre la base de las facultades de la Academia, se establecieron el Instituto de Riego y Recuperación de Tierras, el Instituto de Ingenieros Agrícolas y el Instituto de la Industria Pesquera.
En 1941, la Academia Agrícola de Timiriázev era la universidad del Comisariado del Pueblo de Agricultura de la URSS y tenía una dirección postal: Moscú, Nóvoye Shossé, 10.
La actividad principal de la Academia Timiriázev no se interrumpió durante los años de guerra. Estuvo temporalmente en Samarcanda, pero en 1943 se reanudaron las clases en Moscú.

## Período moderno
En 1994, se aprobaron la Carta y el nombre de la Academia Agrícola de Moscú que lleva el nombre de K.A. Timiriázev (MCAA). En 2001, se adoptó la nueva Carta de la Academia.
El 20 de junio de 2005, la Academia pasó a llamarse Institución Educativa del Estado Federal "Universidad Agraria Estatal de Rusia - Academia Agrícola de Moscú con el nombre de K. A. Timiriázev" (FGOU HPE RGAU - Academia de Agricultura de Moscú con el nombre de K. A. Timiriázev).
El 11 de septiembre de 2008, por decreto del presidente de la Federación de Rusia No. 1343, con el fin de preservar el patrimonio histórico y cultural de los pueblos de la Federación de Rusia, la universidad fue incluida en el Código Estatal de objetos culturales especialmente valiosos. patrimonio de los pueblos de la Federación de Rusia.
En 2009, la universidad recibió el estatus de organización básica de los Estados miembros de la CEI para la formación, formación avanzada y reciclaje del personal en el campo de la educación agrícola.
20 de mayo de 2013 la Federación de Rusia fue lanzada por la reorganización de la Universidad de adhesión FGBOU orden del Ministerio de Agricultura VPO " Universidad Estatal de Moscú lleva el nombre de Agroingeniería V.P. Goryachkin " y VPO " Universidad Estatal de Ingeniería Ambiental de Moscú ". La adhesión se completó el 4 de abril de 2014.
En 2017, la Academia Agrícola Timiriázev RSAU-Moscú fue reconocida como la organización básica del Ministerio de Agricultura de la Federación de Rusia para la capacitación, capacitación avanzada y reciclaje del personal en el campo del complejo agroindustrial.
En noviembre de 2019, por orden del Ministro de Agricultura, Académico de la Academia de Ciencias de Rusia, el profesor V.I. Trujachev fue designado para el cargo de rector. El científico es el presidente de la Asociación de Universidades Agrarias de la Federación de Rusia "Agroeducación" y es miembro del Consejo de Ciencia y Educación del presidente de la Federación de Rusia.

## Estructura de la universidad

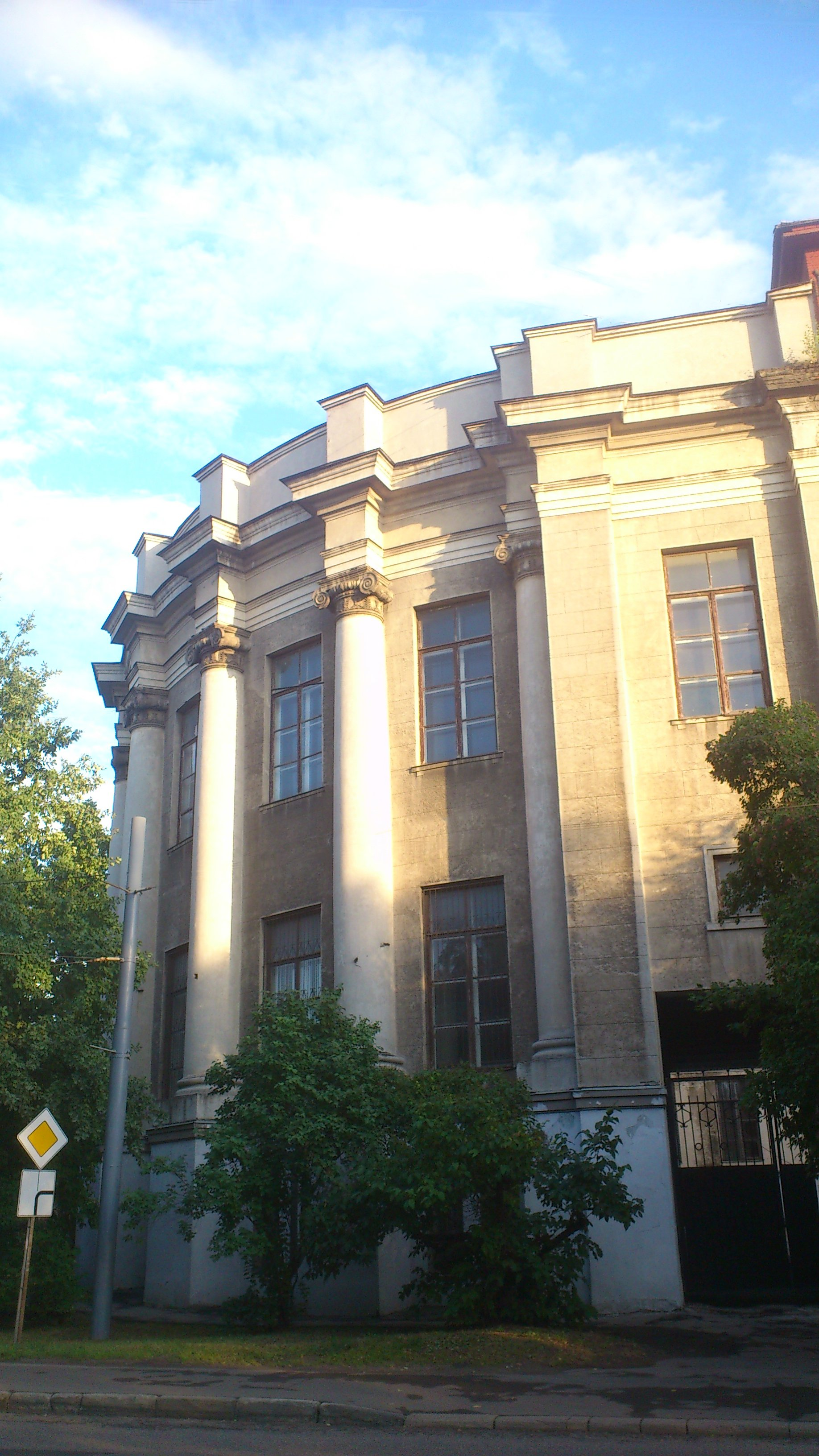
Uno de los edificios académicos de la academia.

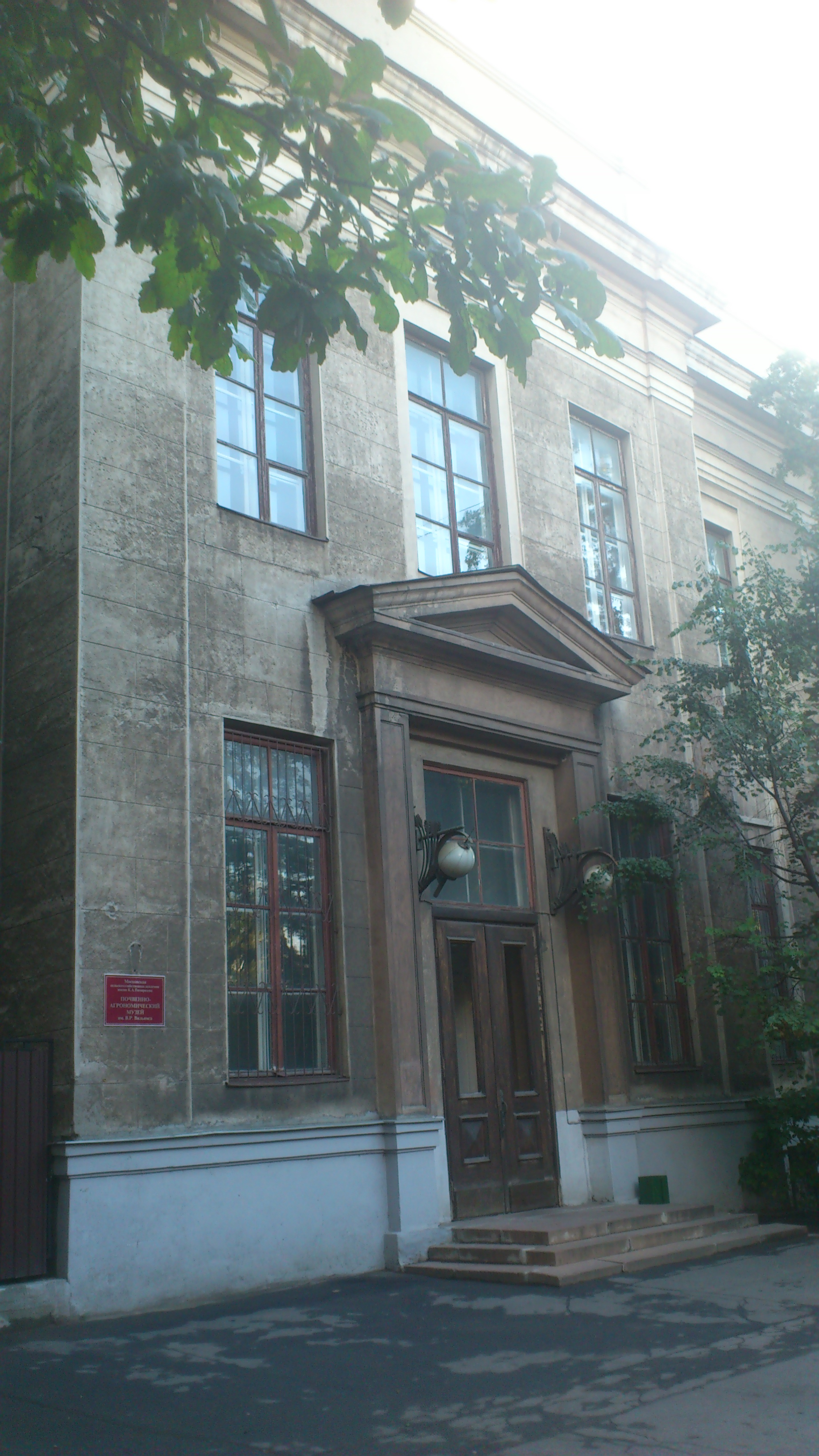
Museo del Suelo y Agronomía W.R. Williams.

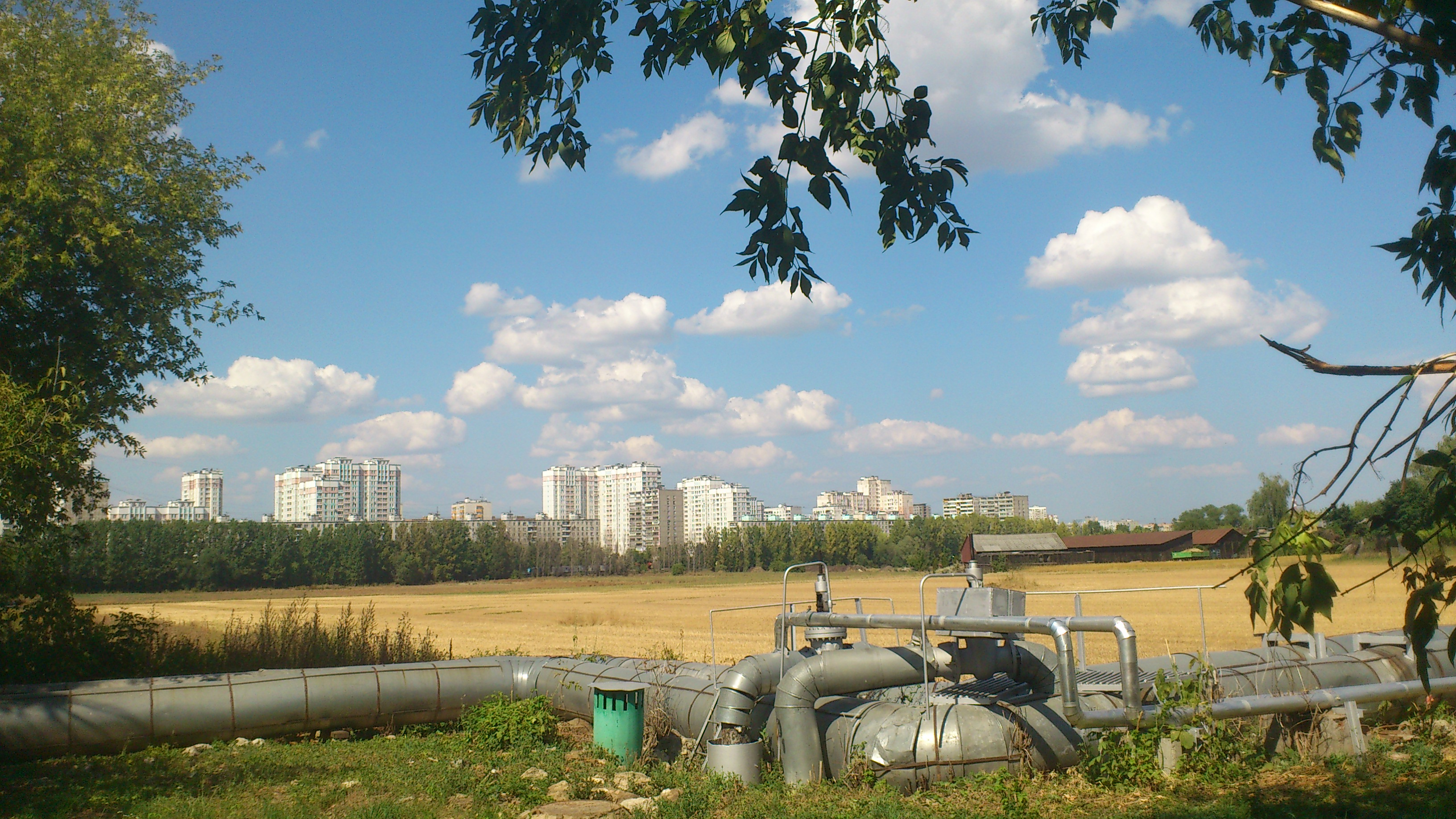
Campo experimental de la Academia Agrícola de Moscú, calle Pryanishnikov.

Esta institución es un gran complejo educativo, científico y de producción, que comprende once facultades y una filial en la ciudad de Kaluga y cuenta con cuatro parques de formación y de investigación ubicados en diferentes regiones de Rusia. La Universidad ofrece tanto maestrías de pregrado como de posgrado y licenciatura como programas especialistas de grado avanzado.

## Instituciones
- Instituto de Mecánica e Ingeniería de Energía que lleva el nombre de V.P. Goryachkin
- Instituto de Mejoramiento, Gestión del Agua y Construcción que lleva el nombre de A. N. Kostyakov
- Instituto de Economía y Gestión del Complejo Agroindustrial
- Instituto de Educación Continua

## Facultades
- Agronomía y Biotecnología
- Ciencia animal y biología
- Humanitario y pedagógico
- Ciencias del suelo, agroquímica y ecología
- Horticultura y arquitectura del paisaje
- Tecnológico
- Facultad de Educación a Distancia
- Facultad de formación preuniversitaria

## Unidades educativas y científicas
- Laboratorio de protección vegetal
- Colmenar educativo y experimental
- Laboratorio de cultivo de frutas
- Centro de información y análisis del registro y catastro
- Laboratorio de construcción y especialización técnica de edificios y estructuras.
- Laboratorio de selección de cultivos de campo y producción de semillas
- Laboratorio de pruebas para la calidad de la leche
- Observatorio meteorológico que lleva el nombre de V.A. Mikhelson
- Laboratorio ecológico de suelos
- Centro de Investigación y Producción "V. I. Estación Experimental Vegetal Edelstein"
- Laboratorio de seguimiento, modelización y predicción agroecológica de ecosistemas
- Laboratorio de investigación y diseño de vehículos agrícolas
- Centro de Consultoría Educativa y Científica "Lesnaya Experimental Dacha"
- Centro de producción educativa y científica para la ingeniería del césped deportivo y la ciencia del césped paisajístico
- Centro de producción de cereales y legumbres y proteína vegetal
- Centro de Desarrollo Técnico y Deportivo de la Juventud - "Vector"
- Laboratorio de lupino blanco
- Edificio educativo y científico en Mikhailovsky
- Centro educativo y científico de uso colectivo - laboratorio de servicio para análisis complejos de compuestos químicos
- Centro de Biotecnología Molecular
- Estación experimental de campo
- Laboratorio de investigación de problemas para el desarrollo de fundamentos teóricos de manejo conjunto de regímenes hídricos, salinos y térmicos de tierras recuperadas
- Centro de Consultoría Educativa y Científica "Agroecología de Plaguicidas y Agroquímicos"
- Laboratorio de genética, selección y biotecnología de cultivos hortícolas
- Centro de trabajo educativo, deportivo y cultural
- Vivero de empresas agrarias industriales
- Centro de Desarrollo Ganadero
- Laboratorio de Fisiología y Patología de la Reproducción de Pequeños Animales
- Estación del zoológico
- Complejo educativo y ganadero
- Galpón avícola de formación y producción

## Premios
- Orden de Lenin
- Orden de la Bandera Roja del Trabajo